# Percy Fawcett

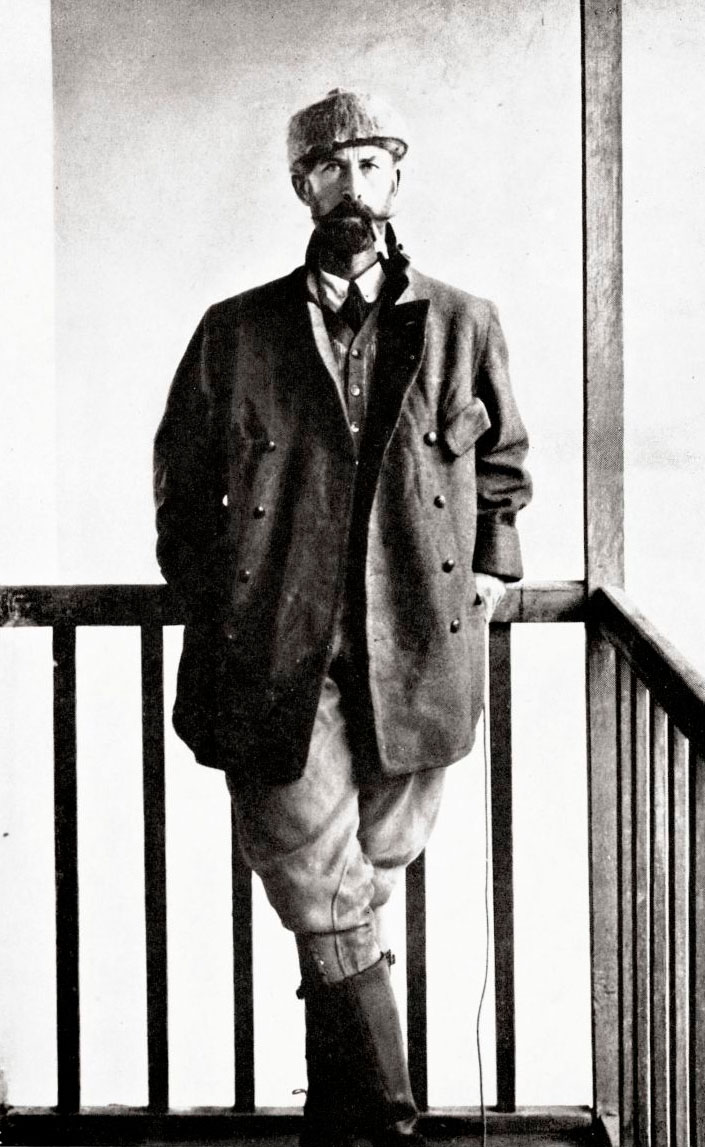
Percy Fawcett in 1911

Percy Harrison Fawcett (Torquay, 18 augustus 1867 – in of na 1925) was een beroemd Brits ontdekkingsreiziger. 
Hij verdween in Zuid-Amerika samen met zijn zoon Jack en diens vriend Raleigh Rimmell, terwijl ze op zoek waren naar een oude beschaving. In de jaren vijftig werden botten teruggevonden, maar het is nooit vastgesteld dat deze inderdaad aan Fawcett toebehoorden.
De geschiedenis van Percy Fawcett kreeg wereldwijde bekendheid door het boek Exploration Fawcett van Percy en Brian Fawcett (ook in het Nederlands verschenen onder andere in een bewerking van Hendrik Willem Jan Schaap onder de titel "In de greep van onbekend Amerika") dat door Brian Fawcett was samengesteld aan de hand van dagboeken en aantekeningen die Percy van zijn avonturen meebracht naar Engeland.

## Fawcetts afkomst
Percy Fawcett werd op 18 augustus 1867 in Torquay geboren. Zijn ouders waren Edward B. en Myra Fawcett. Zijn in India geboren vader was Fellow (eervol lid) van de Royal Geographic Society wat vermoedelijk enige invloed op de avontuurlijke geest van Percy zou kunnen hebben gehad. Percy was de jongere broer van de auteur, bergbeklimmer en theosoof Edward Douglas Fawcett (1866 - 1960).

## Ceylon
Fawcett studeerde aan de Royal Military Academy in Woolwich en werd in juli 1886 als luitenant van de artillerie gestationeerd in Fort Frederick in Trincomalee in Sri Lanka, dat toen Ceylon heette. In juni 1897 werd hij bevorderd tot kapitein. In Sri Lanka raakte hij geïnteresseerd in archeologie. In zijn vrije tijd maakte hij tochten naar de overwoekerde ruïnes van Anuradhapura en Badulla. Op 31 januari 1901 trouwde hij met Nina Agnes Paterson, die in Galle woonde, waar haar vader rechter was. Hierna vertrokken ze naar Malta, waar Fawcett de kunst van het landmeten leerde, om eind 1902 weer terug te keren naar Trincomalee. In mei 1903 kregen ze daar hun eerste kind, Jack. In 1904 werd Fawcett overgeplaatst naar Fort Mitchel op het eiland Spike bij het Ierse Cobh. Hier werd hij bevorderd tot majoor.

## Fawcetts eerste expeditie
Fawcetts reden voor vertrek naar Zuid-Amerika was een verzoek van de Boliviaanse regering aan de Royal Geographic Society om landmetingen te verrichten in het grensgebied tussen Bolivia en Brazilië, teneinde een slopend conflict over dat gebied uit de wereld te helpen. Fawcett werd aangewezen vanwege zijn kundigheid op het gebied van land- en driehoeksmeting als officier van de artillerie en vanwege de positie die zijn vader in de Society bekleedde. Fawcett vertrok in 1906 naar Zuid-Amerika en arriveerde in juni in La Paz.
Over die eerste expeditie gaat het boek Exploration Fawcett. In dat boek ligt mogelijk de oplossing van het raadsel rond de bouwkunst van de Inca's.
Een van Fawcetts berichten gaat over een bezoek aan een boerderij van een Franse boer die zijn fazenda aan de Braziliaanse kant van de Andes had liggen. Op de reis ernaartoe door het oerwoud aan de voet van het gebergte, kwam Fawcett met zijn gastheer bij een lichting in het woud waar een kruid groeide dat harde stoffen zoals metaal en steen aantastte. Volgens de Franse gastheer gebruikte een zwaluwsoort het kruid om nesten in de rotsen te bouwen. De vogels namen bladeren van het kruid in hun snavel mee en bewerkten daarmee de rotswand die op die plek zacht werd en weg gepikt kon worden. Zo vlogen de beestjes af en aan en maakten op die manier holletjes in de rots waarin zij op veilige hoogte hun nesten konden bouwen. Het is dus zeer goed mogelijk dat de Inca's de werking van dat kruid kenden en er hele plantages van hebben aangelegd waar tot nu toe niet naar is gezocht. Want met dit kruid in grote hoeveelheden zal het best mogelijk moeten zijn geweest om de steenblokken van de Inca-bouwwerken inderdaad naadloos op elkaar aan te laten sluiten. Wellicht heeft Fawcett onwetend voor de oplossing van een mysterie gestaan waar wetenschappers over de hele wereld nog steeds tevergeefs hun hoofd over breken.

## Laatste expeditie
Fawcett maakte in totaal zeven expedities tussen 1906 en 1924. Hij kon in het algemeen door geschenken, eindeloos geduld en hoffelijk gedrag goed met de plaatselijke bevolking overweg.
Toen in 1914 de Eerste Wereldoorlog uitbrak nam Fawcett dienst in het Britse leger en gaf leiding aan een artillerie brigade in Vlaanderen. In juni 1917 werd hij onderscheiden met de Orde van Voorname Dienst. Op 1 maart 1918 werd hij bevorderd tot luitenant-kolonel.
Zijn laatste expeditie in 1925, samen met zijn zoon Jack en diens vriend Raleigh Rimell, had als doel het opsporen van een 'verloren' stadcultuur in het zuidelijke Amazonegebied, die Fawcett vooralsnog "Z" had genoemd.
Indianen hadden hem over een plaats verteld zoveel dagreizen naar het noorden, waar een stenen toren stond met een inscriptie boven de poort en raamopeningen waaruit dag en nacht licht brandde. Fawcett leidde hieruit af dat degenen die deze toren hadden gebouwd, het gebruik van gas kenden. Het probleem met de positionering was het feit dat Indianen in de streek waar de informatie vandaan kwam, geen benul van tijd en generaties hadden. Ooit was er een plek zoveel dagreizen naar het noorden, maar inmiddels was de stam verder getrokken en lag die informatie generaties terug. Op zoek naar de stad of naar bouwwerken behorend bij deze toren, verdween Fawcett met zijn reisgezelschap spoorloos. Fawcetts laatste levensteken was een telegram aan zijn vrouw van 29 mei 1925, waarin hij meedeelde dat hij met zijn begeleiders op het punt stond onontdekt terrein te betreden. Het gezelschap werd nog gezien bij het oversteken van de Boven-Xingu, een zuidelijke zijrivier van de Amazone. Daarna is er nooit meer iets van hen gezien of gehoord.
Over die verdwijning bestaat een lezing van Orlando Villas Boas, een beschermer van de Xingu-Indianen, in een in 1991 verschenen boek van de Deense ontdekkingsreiziger Arne Falk-Rønne. Volgens Orlando Villas Boas komt die lezing van de moordenaar van Fawcett zelf. Alleen Percy Fawcett, oud en daarom in aanzien bij de Indianen, kreeg een behoorlijke begrafenis. Falk-Rønne heeft de Kalapalostam bezocht en een van de stamleden bevestigde het verhaal van Villas Boas lezing. De verhalen van de Indianen bevatten echter veel tegenstrijdigheden, en de op verzoek van Villas Boas door hen weer opgegraven botten bleken volgens onderzoek van het Koninklijk Anthropologisch Instituut in Londen niet van Fawcett te zijn.
Zijn vrouw Nina bleef haar hele leven in een terugkeer van haar man en zoon geloven, en had veel vertrouwen in de vele expedities die naderhand werden ondernomen om hem te zoeken, en naar schatting tegen de honderd anderen het leven heeft gekost. Nina stierf in 1953 op 84-jarige leeftijd, niet lang na de publicatie van Brian Fawcetts boek.

## In de populaire cultuur
In 2016 schreef en regisseerde James Gray The Lost City of Z naar David Granns boek (2009), met Charlie Hunnam als Fawcett.

## Verder lezen
- (en)  The Lost City of Z: A Tale of Deadly Obsession in the Amazon door David Grann.[7]